# Руський лев
Руський лев — золотий лев на лазуровому тлі. Герб Руського королівства, Руського воєводства Речі Посполитої й Західно-Української Народної Республіки. Зазвичай, зображався здибленим, рідше — крокуючим, коронованим, зі срібним чи червоним озброєнням; таким, що спинається на золоту або срібну скелю. Найдавніші зображення фігурують на печатках руських правителів від XIV ст. — Юрія І, Лева ІІ, Юрія ІІ, Володислава. У XV—XVI ст. лев був присутній на великих печатках польських королів Ягайла, Олександра, Сигізмунда II як символ Русі, поруч із польським орлом, литовською погонею і прусським орлом. Як регіональний герб Львівської землі у вигляді лева на скелі відомий з XV ст. Починаючи з революції в Австрійській імперії 1848 року став одним із політичних символів русинів (українців) і українського національно-визвольного руху. У новітню добу сприймався як герб західноукраїнських земель з центром у Львові, переважно Галичини. Зображувався емблемах українських військових формувань ХХ століття — Українських січових стрільців (1914—1918) та дивізії «Галичина» (1943—1945). З 2009 року є одним із щитотримачів проєкту великого герба України. Використовується як гербова фігура в українській і польській геральдиці, зокрема на гербах Львова, Львівської області, обласних районів, Ченстохови, Підкарпатського воєводства тощо. Від барв герба походять кольори державного прапору України — жовтий (золотий) і синій. Також — український лев, галицький лев.

## Історія

### Руське королівство
Руський лев вперше фігурує на печатці руського короля Юрія I Львовича, датованій початком XIV ст. На її лицьовій стороні маєстатне зображення монарха на троні, а на зворотній — озброєний вершник, що тримає щит із зображенням лева на задніх лапах. На печатці напис латиною: «S[igillum] Domini Georgi Regis Rusie» (Печатка господаря Георгія-Юрія, короля Русі), на звороті: «S[igillum] Domini Georgi Ducis Ladimerie» (печатка господаря Георгія-Юрія, князя (Во)лодимирії).
На печатці його сина Лева II Юрійовича, зображено лише лева без вершника; звір стоїть на задніх лапах і обернений ліворуч.
Фігури левів як символи Русі знаходимо на срібних монетах литовського князя Любарта, останнього правителя Руського королівства (1340—1383), та його сина Федора (1384—1387). Це й же мотив бачимо на руських грошиках, емісія яких тривала за часів панування на Русі польського короля Казимира III (1349—1370), угорського короля Людовіка (1370—1372, 1378—1382) та його намісника — опольського князя Володислава (1372—1378).

Руське королівство XIV ст.
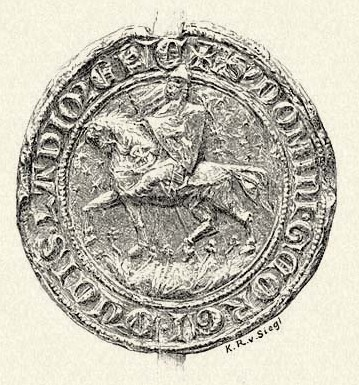
Печатка Юрія І XIV ст.
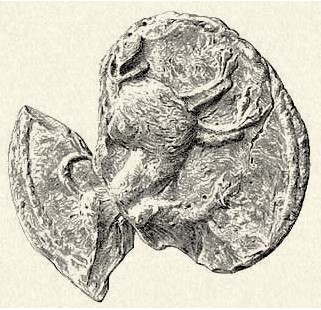
Печатка Лева ІІ XIV ст.
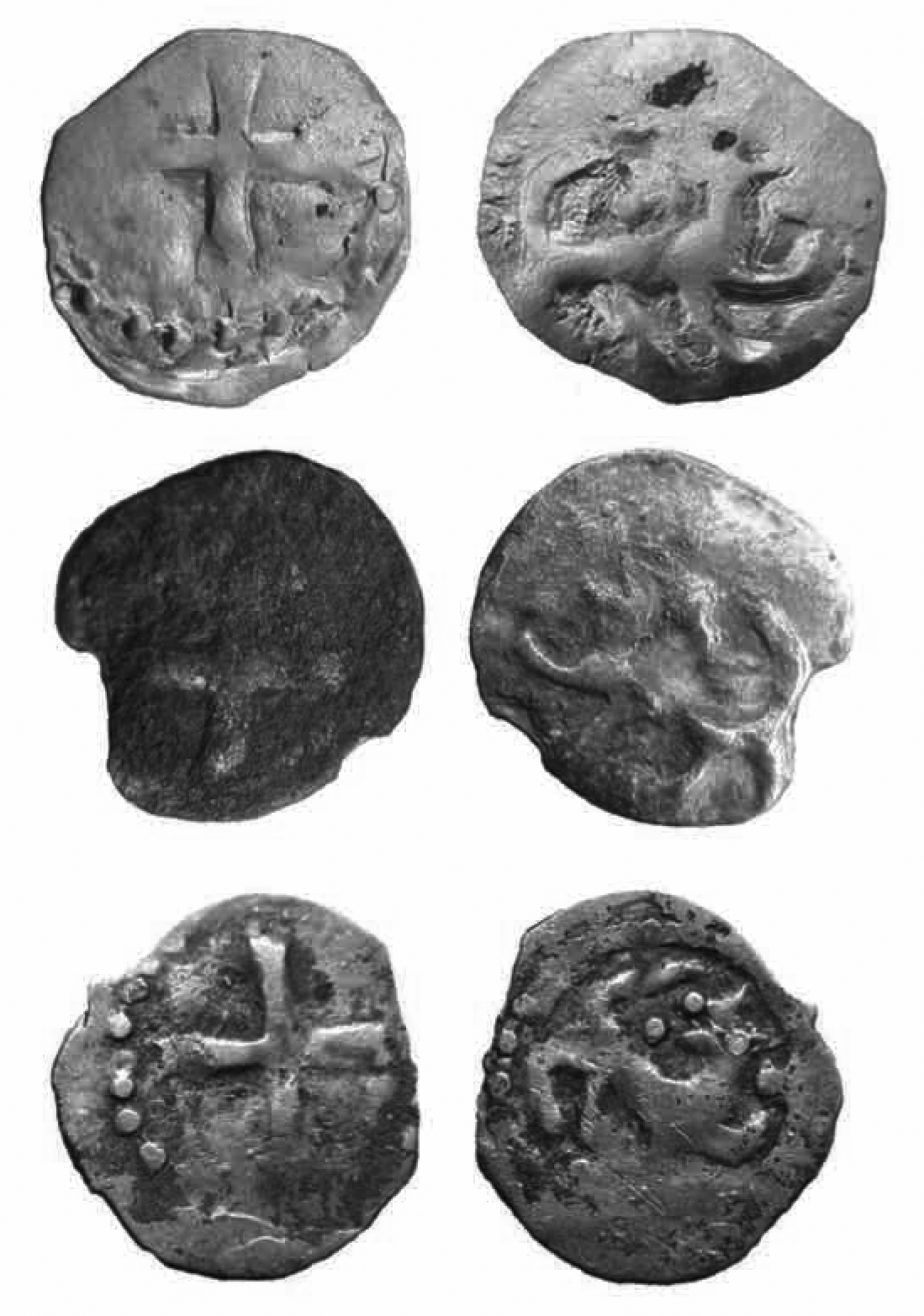
Монети Любарта і Федора XIV ст.
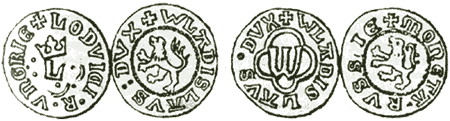
Грошик Володислава XIV ст.

#### Ченстохова. Львів
Руський лев зображено на печатці опольського князя Володислава, який правив теренами колишнього Руського королівства у 1372—1378 роках як «господар і дідич Руської землі». Він був також князем Вєлюнської земелі, до складу якої входила Ченстохова. Близько 1377 року це місто отримало герб, одним із елементів якого була фігура руського гербового лева з печатки Володислава. Так, найдавніша збережена міська печатка Ченстохови, що скріплює документи 1564 і 1646 років, має зображення міського мура з трьома гостроверхими вежами, з яких обидві крайні вищі й увінчані двома тваринами: права — левом у скоку, зверненим ліворуч, а ліва — орлом, зверненим праворуч. Руський лев — символізує Руську землю, а орел — Опольське князівство, володіння Сілезьких П'ястів. Обидві фігури зображалися золотими на синьому тлі. При цьому, на гербі міста Ченстохови руський лев займає почесне (праве) місце, бо представляє королівство, в той час як опольський орел — лише удільне князівство.
Руський лев як символ належности до Русі зустрічається на печатках Львова від XIV ст. Найстарша відома міська печатка, прикріплена до пергаментної грамоти Львівського магістрату, датується 1359 роком. На ній зображено лева, який крокує у відчиненій брамі міського муру із трьома баштами. 1526 році польський король Сигізмунд II Август офіційно затвердив це зображення гербом міста.

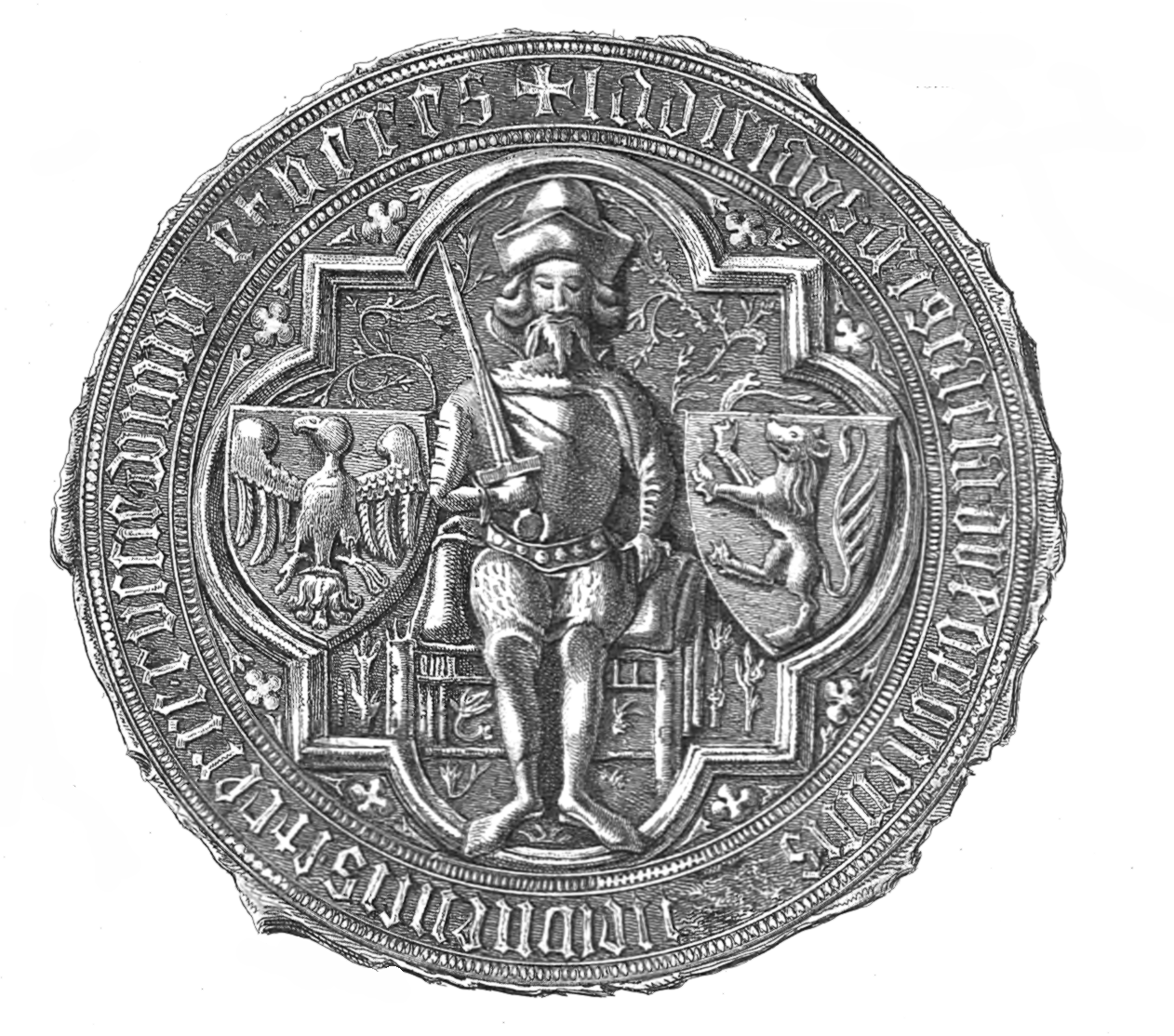
Печатка Володислава 1379
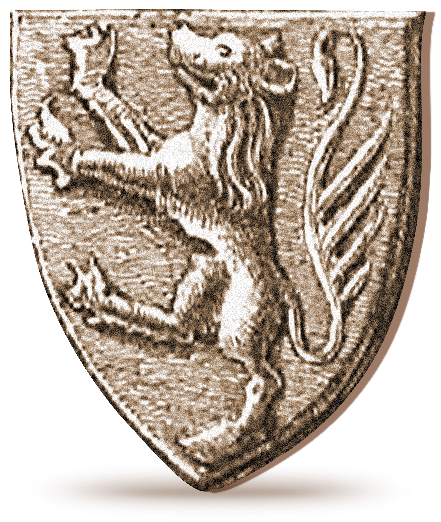
Лев з печатки
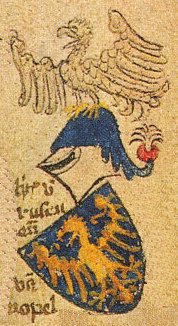
Герб Володислава 1396
Ченстохова
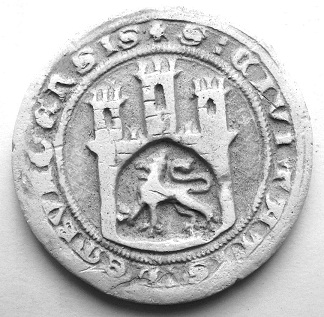
Печатка Львова 1359

### Русь XIV—XVIст.
На печатці польського короля Ягайла від 1389 року руський лев зображений найнижчим серед усіх земельних гербів королівства: польського орла, литовської погоні, каліського тура, сандомирських зірок, куявського гібрида і добжинської голови. На гербі із левом стоїть королівський престол, на якому велично сидить король. У пізніших копіях цієї печатки лева інколи малювали таким, що спирається на скелю.
Перші зображення руського лева у європейських гербовниках датуються XV ст. Зокрема, він присутній у «Гербовнику Золотого Руна» (1430—1461) в групі гербів шляхти Польського королівства як герб Русі, поруч із гербами Добжинської і Куявської земель. Окремо пристуній і герб Львівської землі — золотий руський лев на срібній скелі.
Лев як символ усієї Русі — колишнього королівства — зображений на великій печатці польського короля Олександра 1504—1505 років. Він фігурує поряд з гербами самодостатніх частин його держави — власне Польщі (срібний орел), Литви (погоня) та Пруссії (чорний орел). Згідно з розташуванням гербових фігур Русь займала третє важливе місце після Польщі й Литви, випереджаючи Пруссію. Такий самий мотив герба знаходимо на великій печатці Сигізмунда ІІ 1556 року. Проте з другої половини XVI ст. руський лев і прусський орел зникають з королівських печаток, поступаючись лише дуалістичному гербу Польщі і Литви.

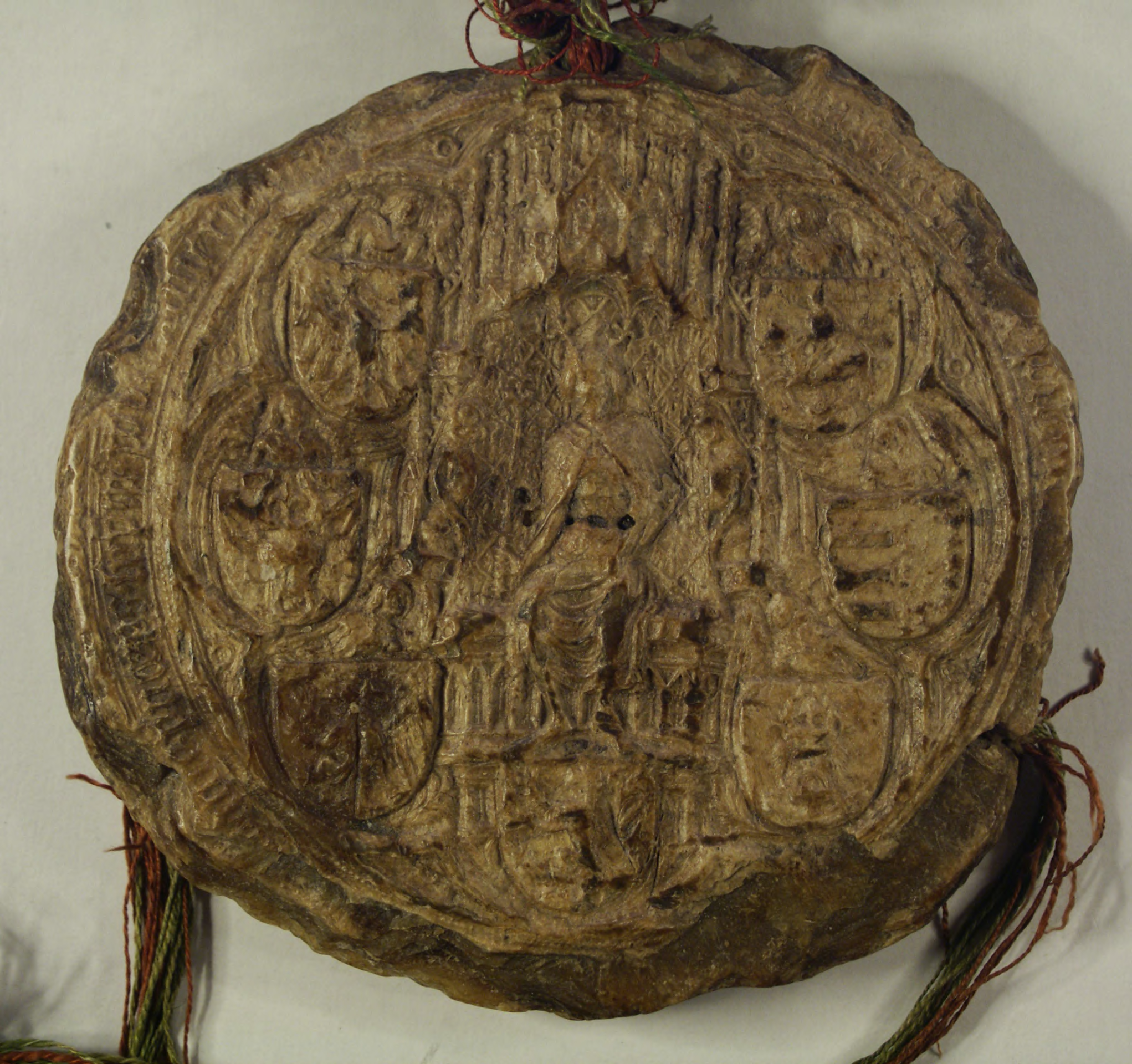
Печатка Ягайла 1389
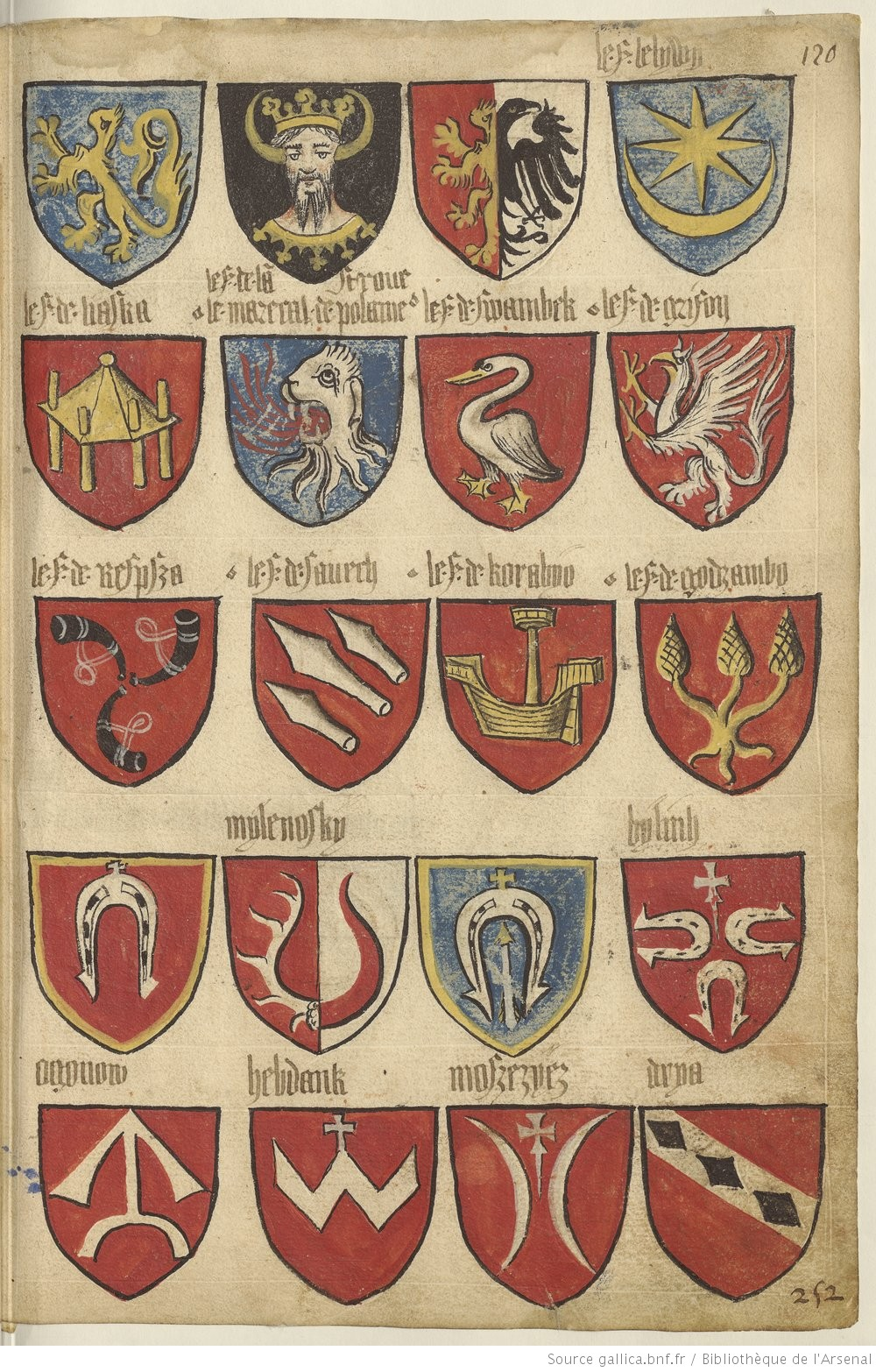
Гербовник руна Русь, 1430—1461
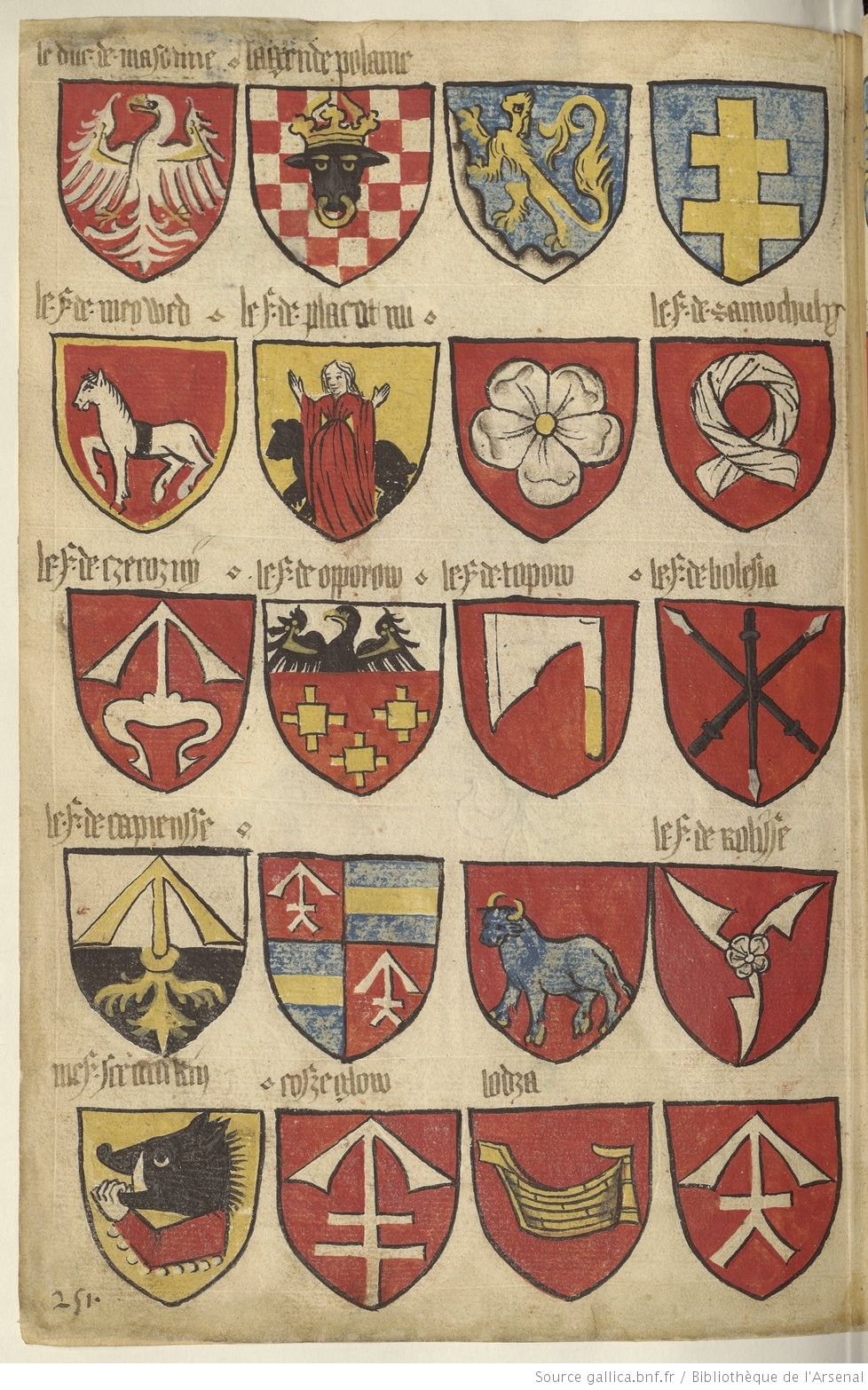
Гербовник руна Львівщина, 1430—1461
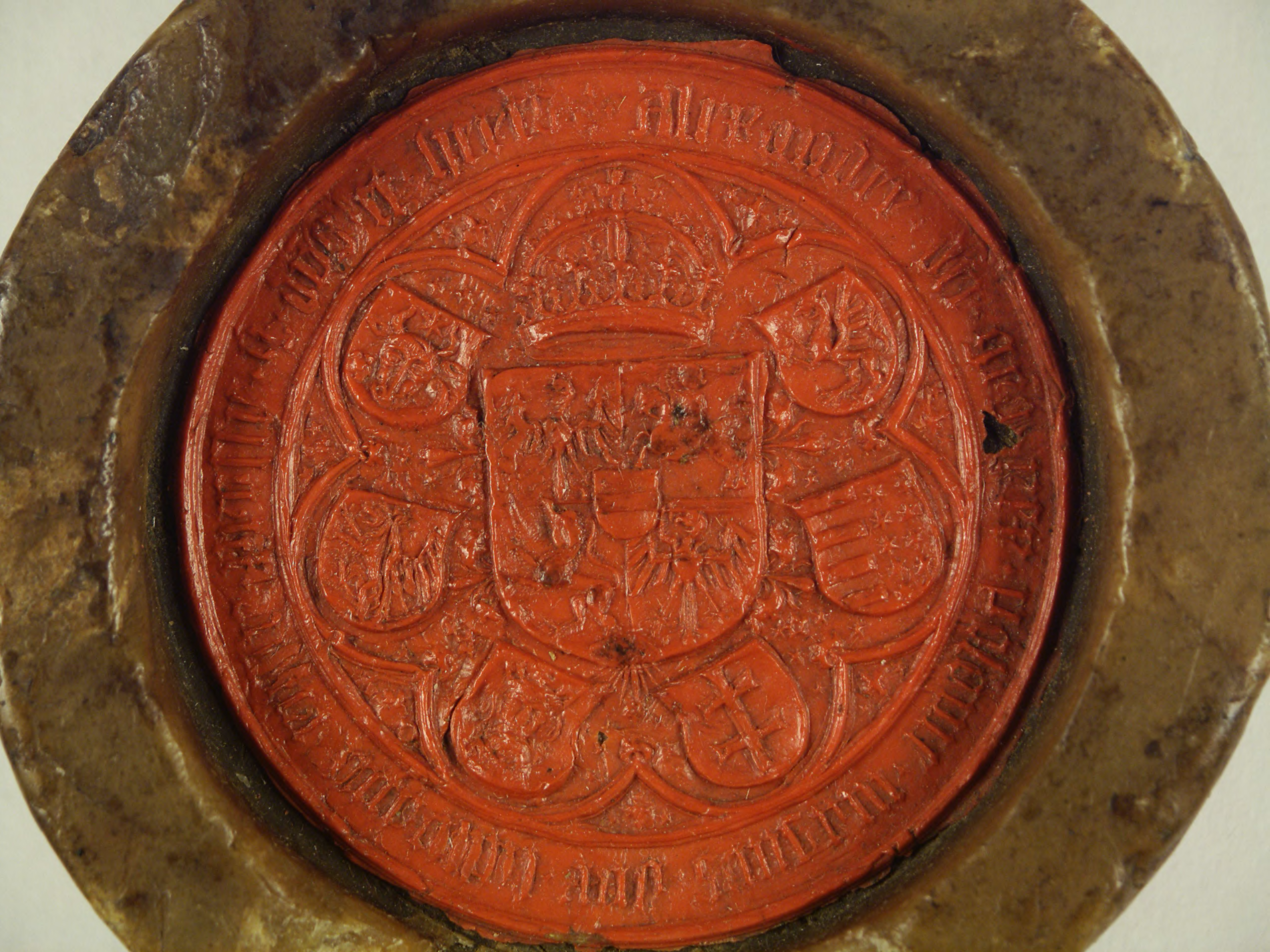
Печатка Олександра 1505
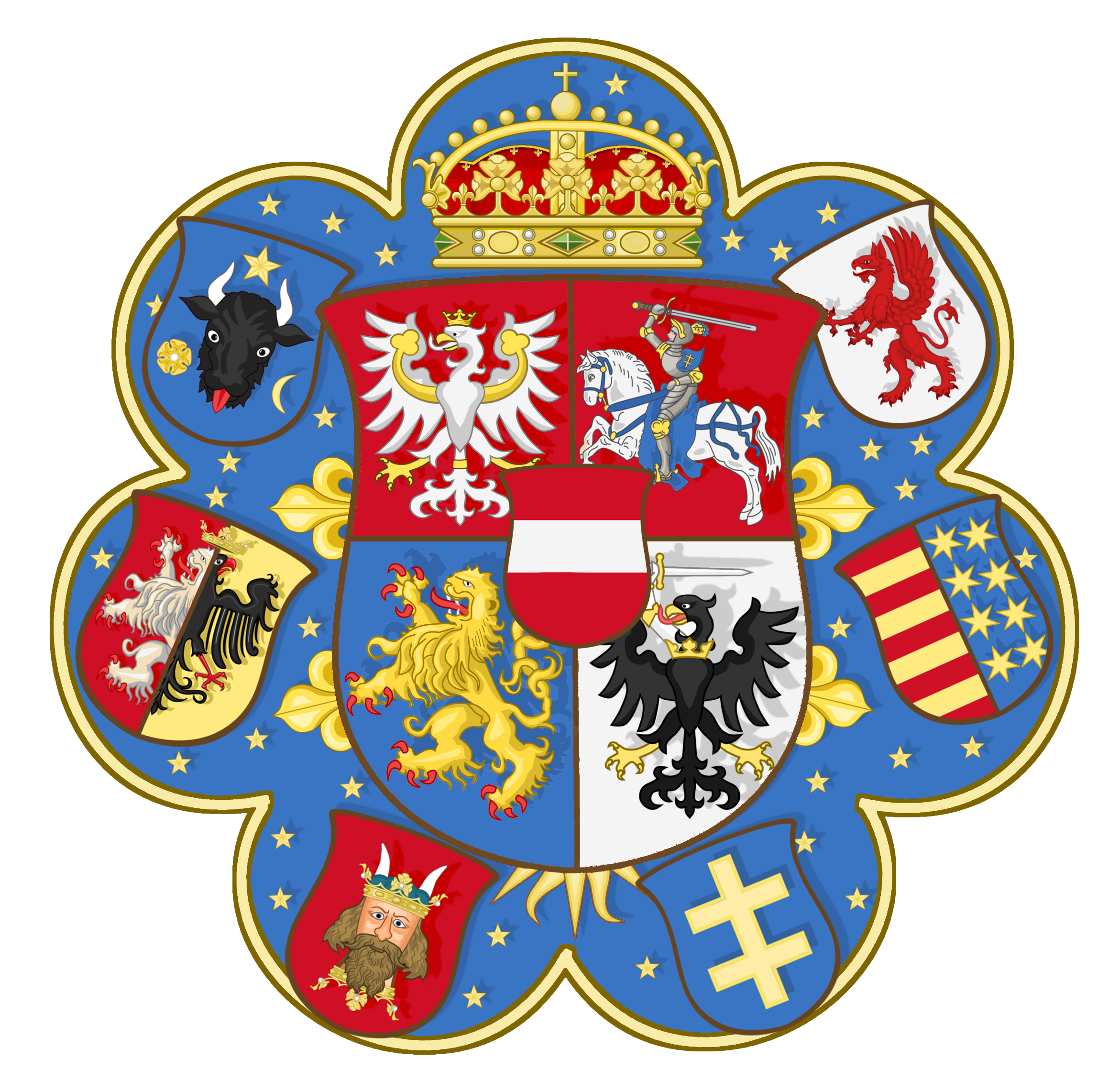
Герб з печатки 1505
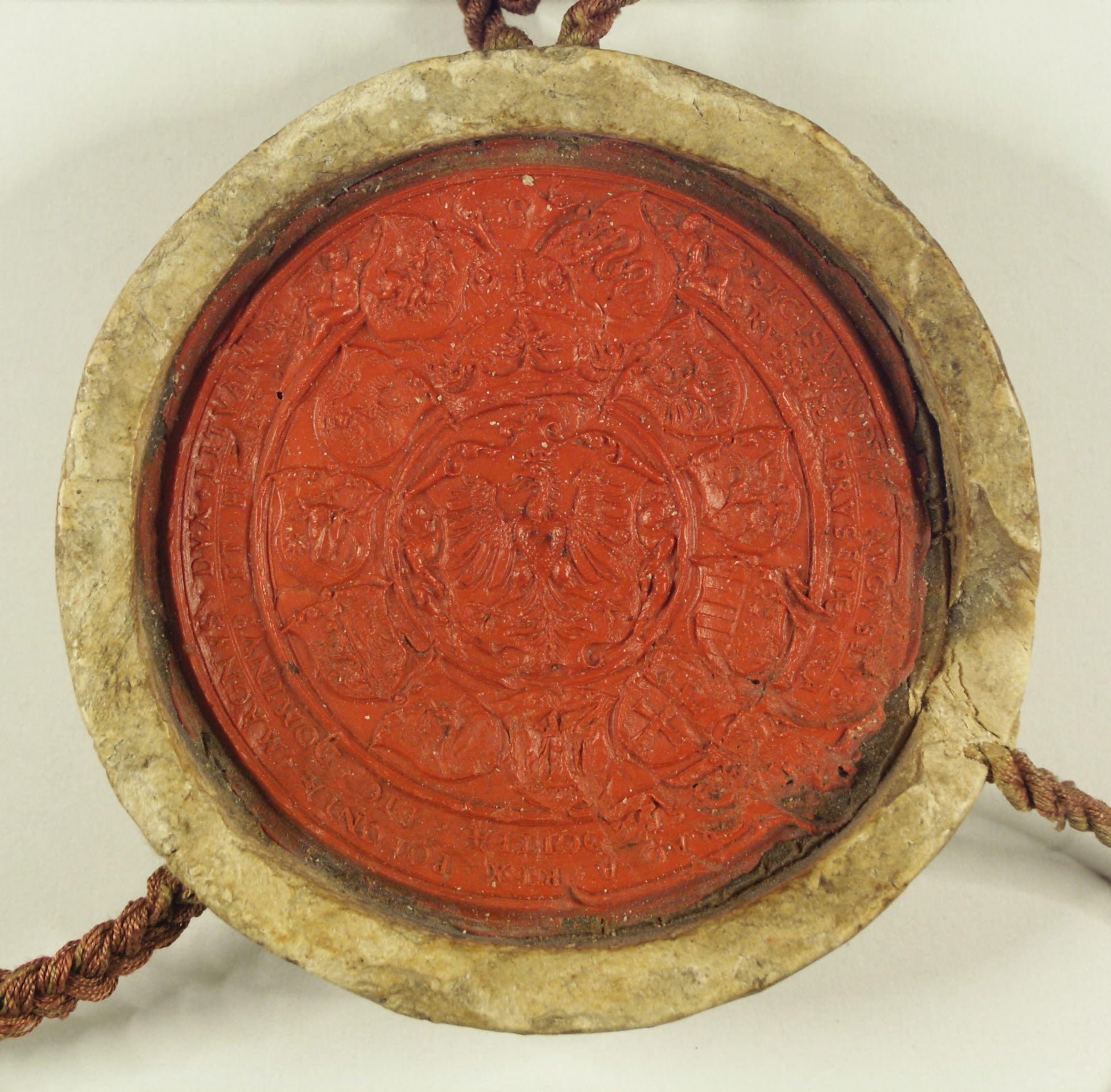
Печатка Сигізмунда ІІ 1556

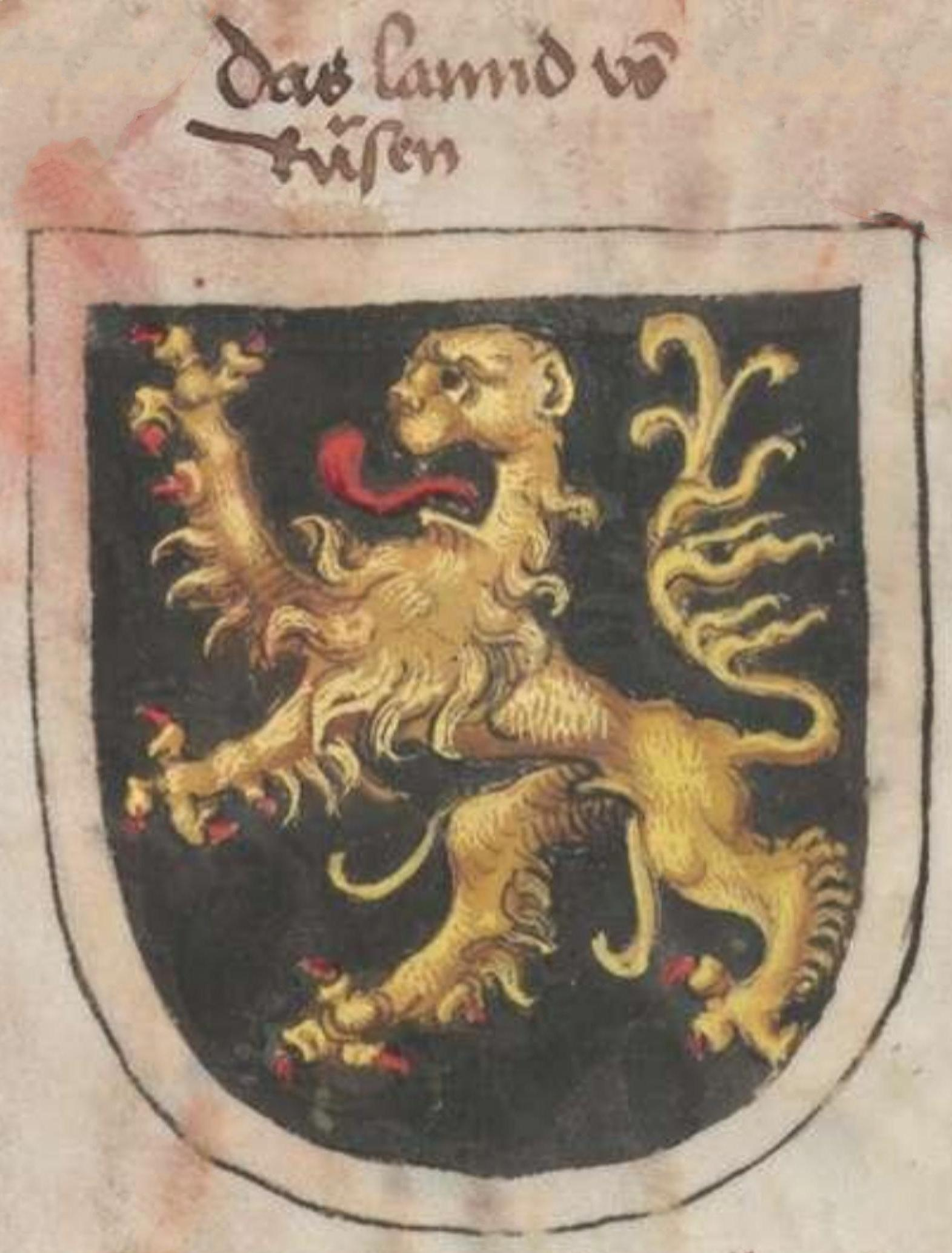
Герб Русі з гербовника Конрада Ґрюненберґа 1480

У гербівнику Конрада Грюненберга від 1480 року поруч із литовською погонею та польським орлом зображений нетрадиційний руський лев: у чорному щиті спинається золотий лев із червоним озброєнням, у срібній облямівці. Над гербом підпис: нім. das lannd võ Rüsen, «Руська земля». На початку XVII ст. вийшла копія цього гербовника, зроблена Георгом Ортенбургом, в якому лев мав золоті пазурі, червоний язик і срібні зуби. Поява чорного тла у гербівнику 1480 року може бути пов'язана із тим, що взірець, яким користувався герольд при укладенні гербівника, міг мати змінений від впливу часу колір — подібні випадки потемніння блакитного до сірого відомі у Європі, наприклад, щит німецького лицаря 1200 року, тло якого зараз виглядає сірим, у момент створення мав блакитне тло.
Мотив із руським левом присунутій на мініатюрі XVI ст., де зображено східнопоморського князя Святополка ІІ та його дружин. Одна з них — Саломея-Єфросинія, донька київського князя Романа Великого і сестра руського короля Данила, тримає герб у вигляді золотого лева на синьому тлі, який збирається на срібний мур.
Руський лев, що виступає з полум'я, присутній на триптиху родоводу Бабенбергів (1492), на одному з гербів австрійської герцогині Гертруди, дружини руського князя Романа, сина короля Данила (поряд з австрійським, баденським, моравським і штирійським гербами).

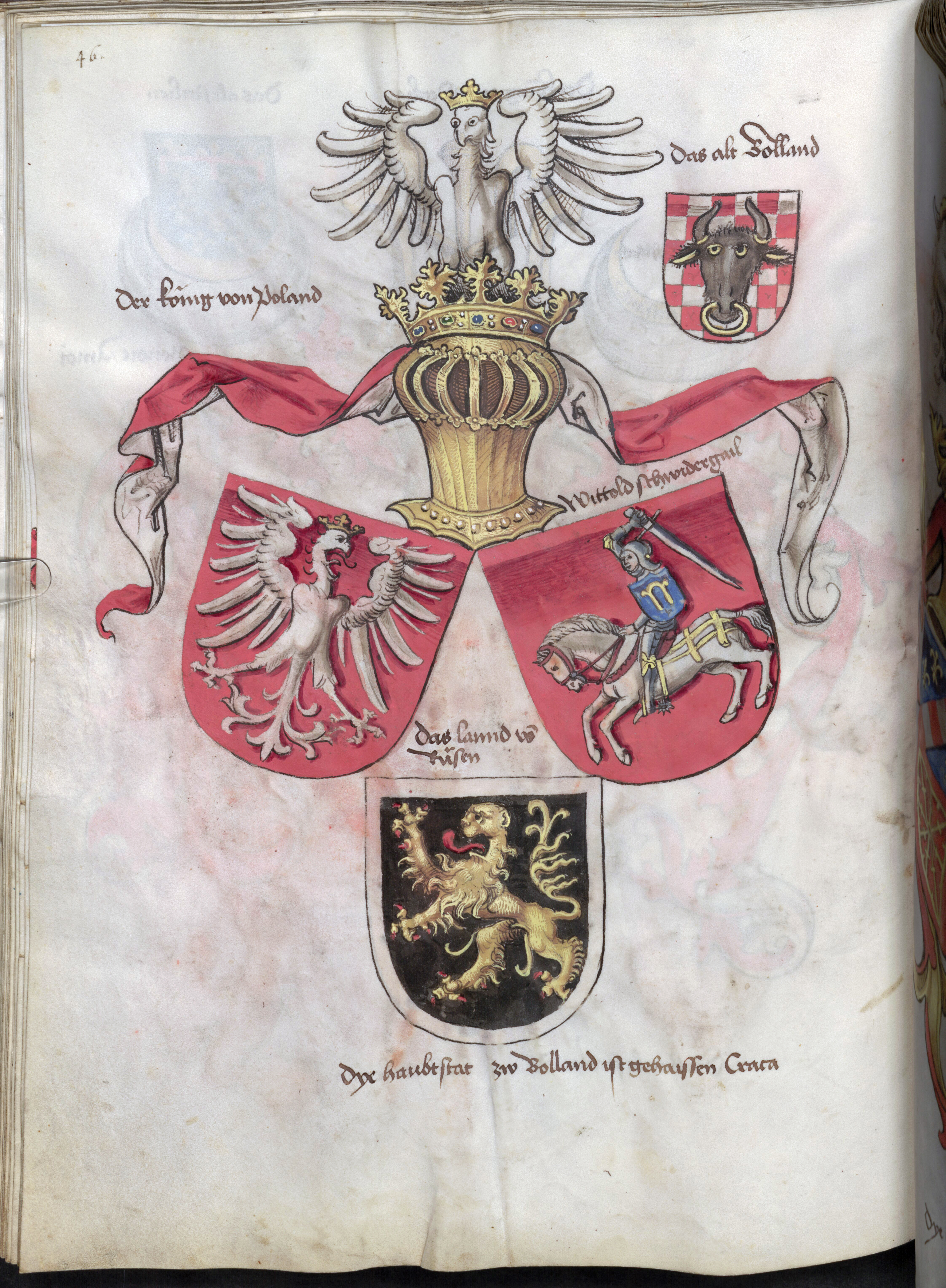
Грюненберг 1480
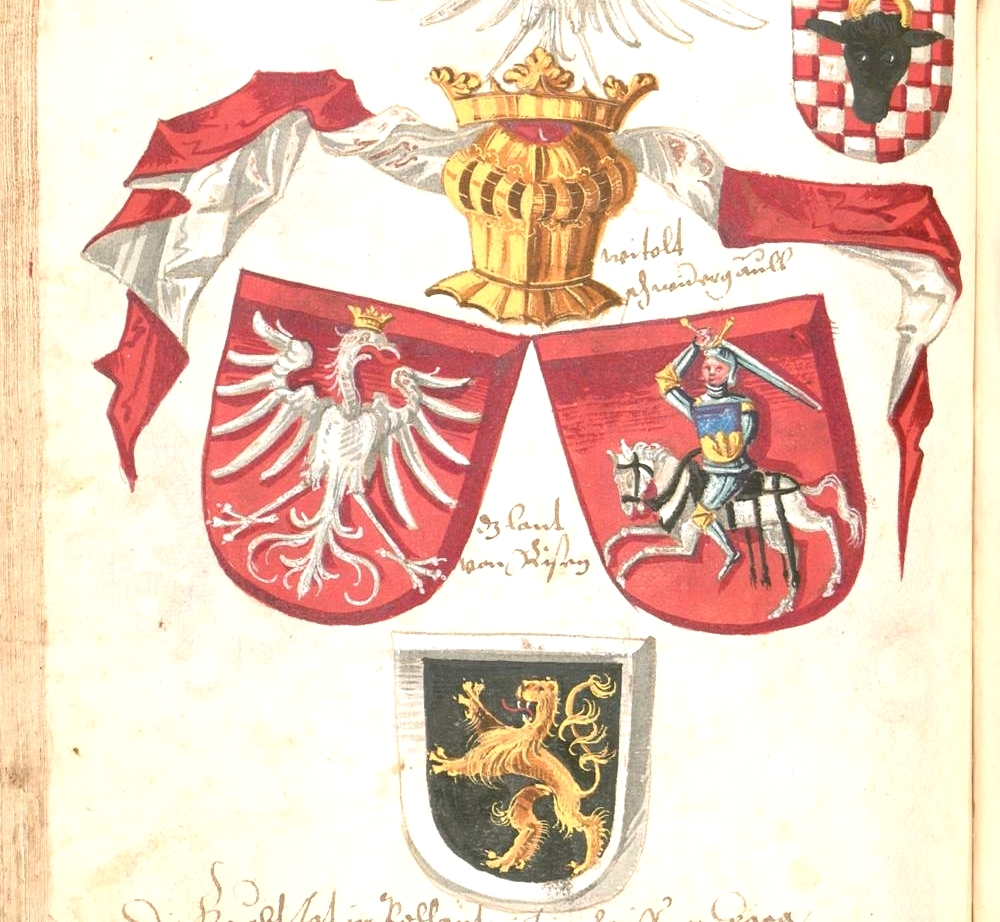
Ортенбург 1604
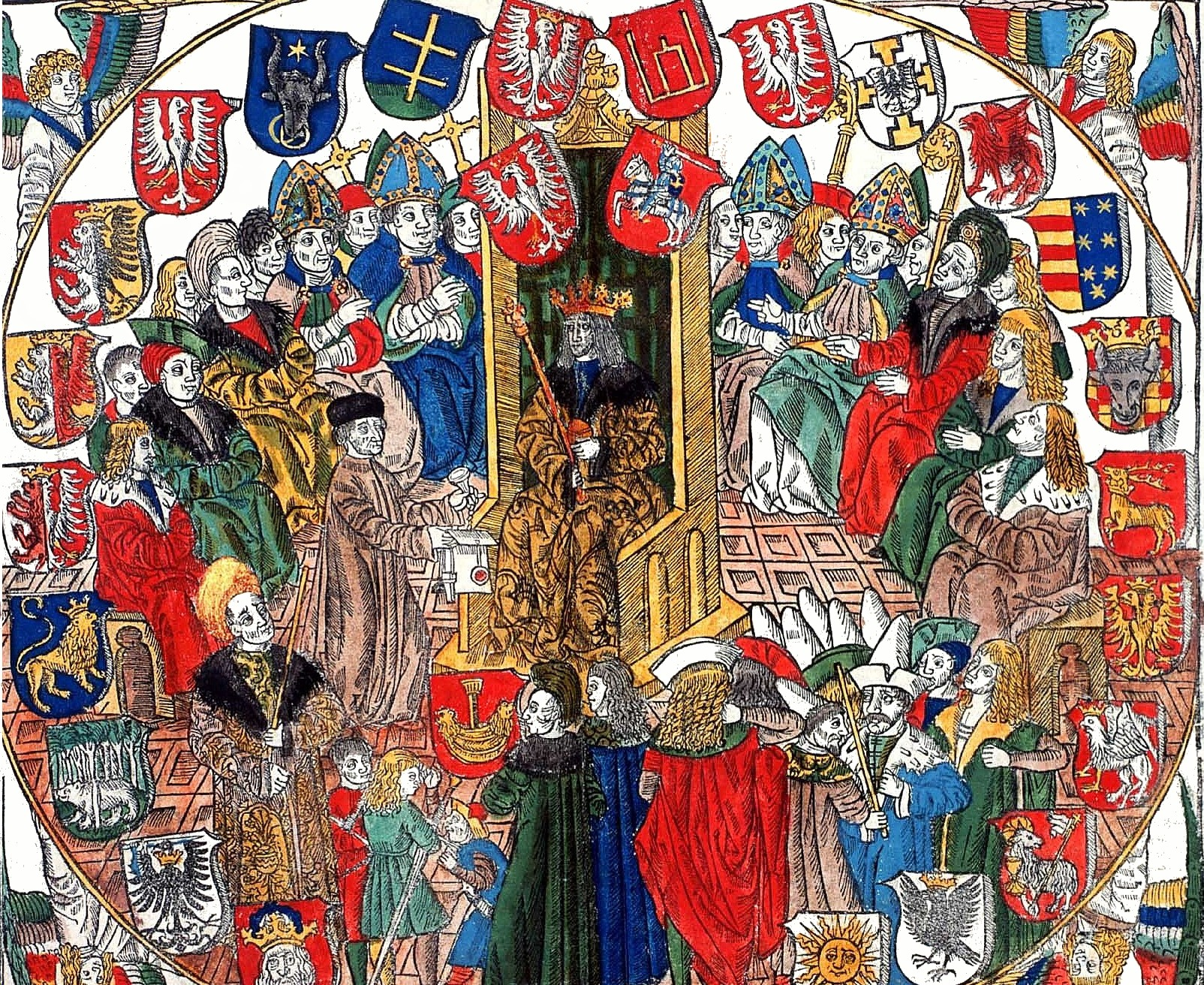
Статут 1506
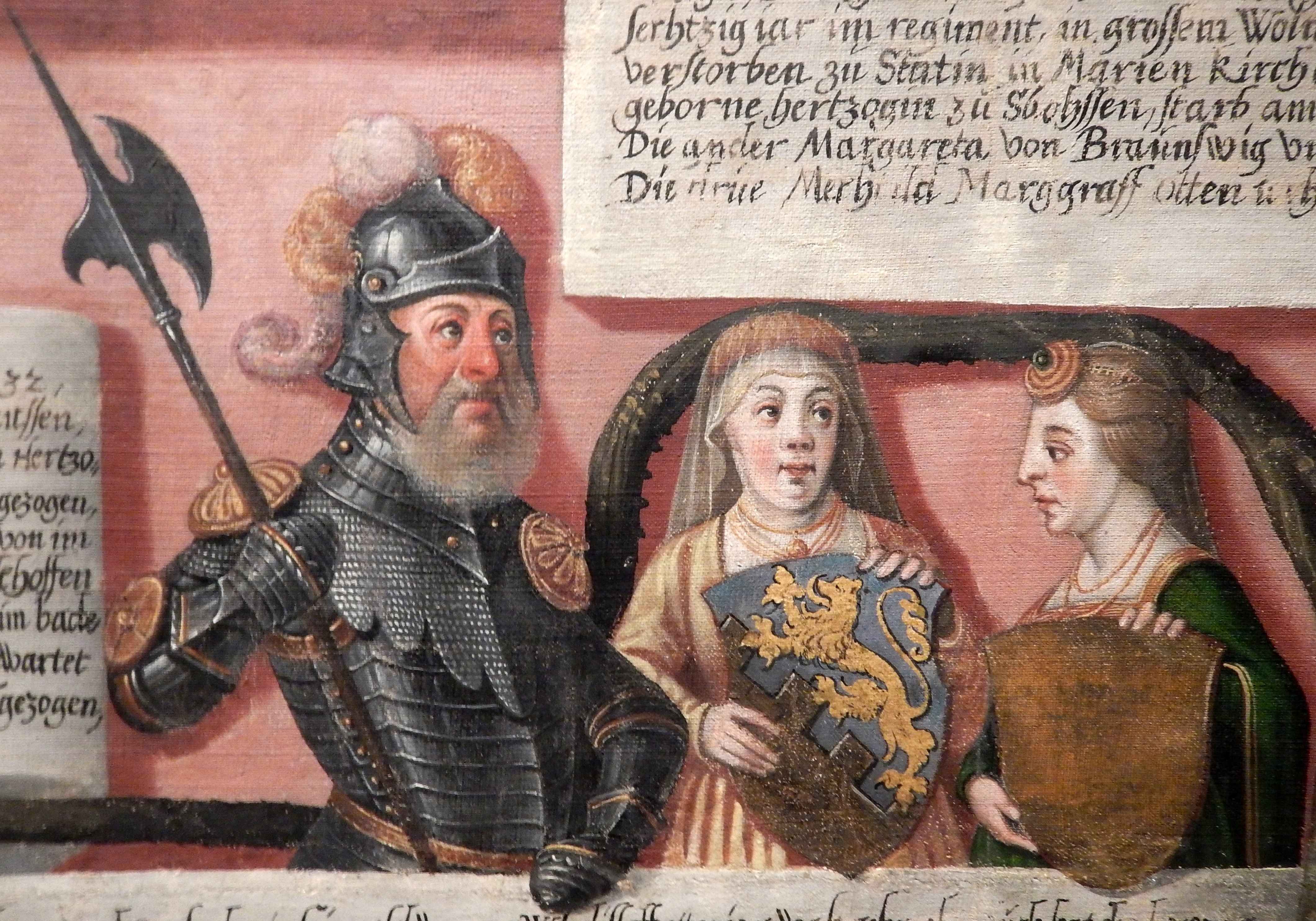
Святополк ІІ і Саломея XVI ст.
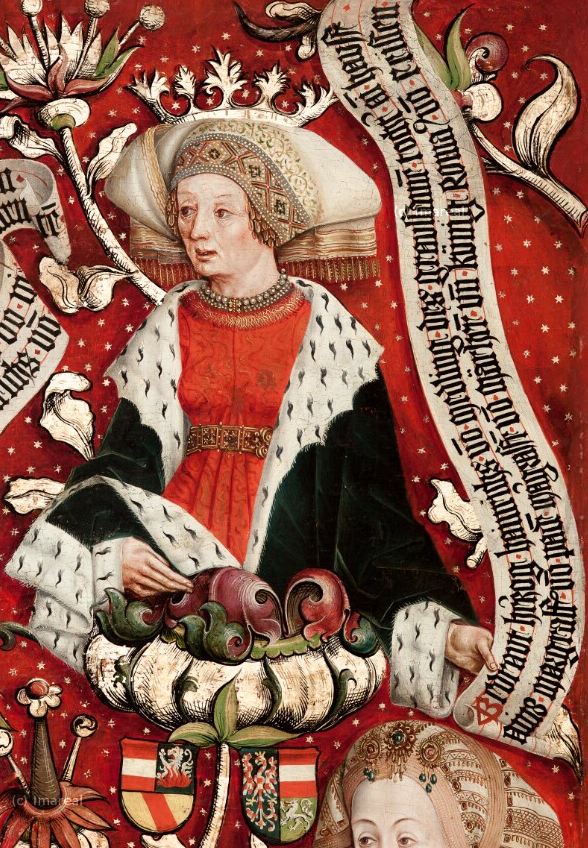
Гертруда XV ст.

### Львівська земля і Руське воєводство
Дещо видозмінений руський лев — регіональний герб Львівської землі у вигляді лева, що здіймається на срібну скелю —  відомий з 1410 року. Його згадує польський хроніст і львівський архієпископ Ян Длугош в описі знамена львівської хоругви, що брала участь на боці польського короля Ягайла у Грюнвальдській битві. Після утворення в 1434 році Руського воєводства цей земельний герб Львівщини став воєводським гербом і символом Галичини (попри те, що Галицька земля мала власний земельний герб із галкою).
Руський лев на скелі використовувався як офіційний герб Руського воєводства до 1772 року, до першого поділу Польщі, і часто називався галицьким левом. Разом із ним, до XVI ст., вживалося старе традиційне зображення руського лева на синьому щиті як земельного і воєводського герба, про що свідчать мініатюри на статуті Ласького 1506 року.

Львівська земля 1410
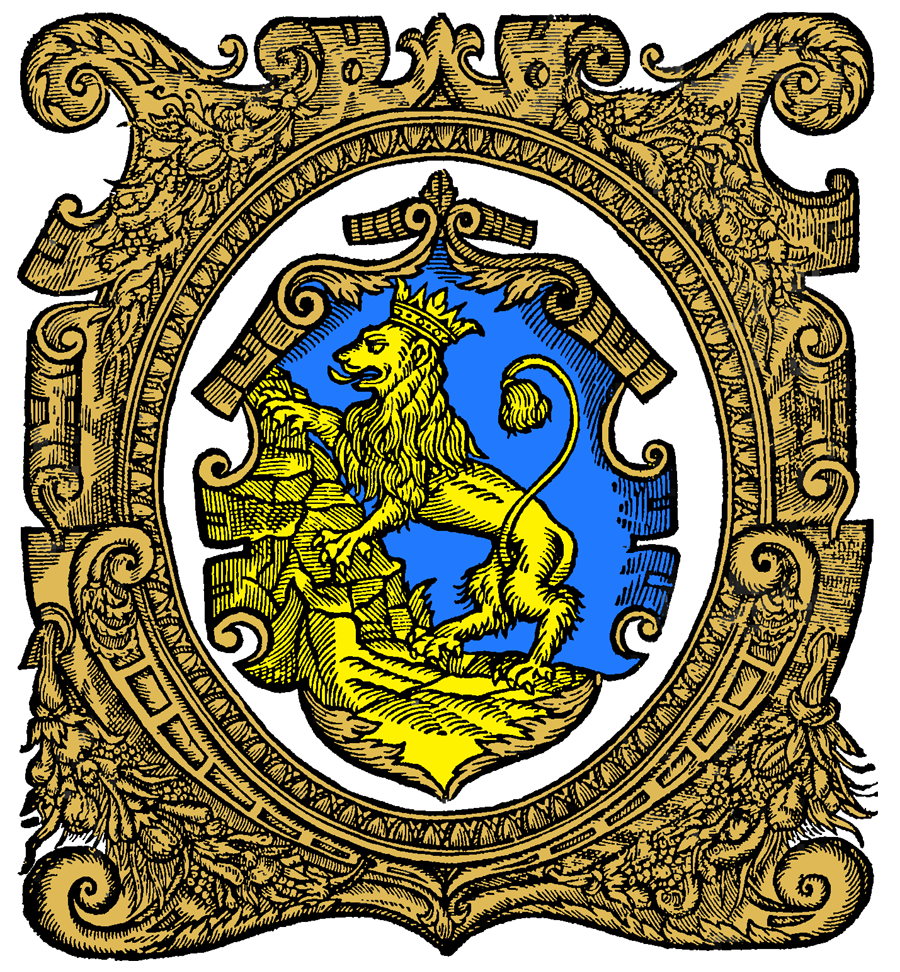
Львівська земля
1578[10]
Руське воєводство 1597[11]
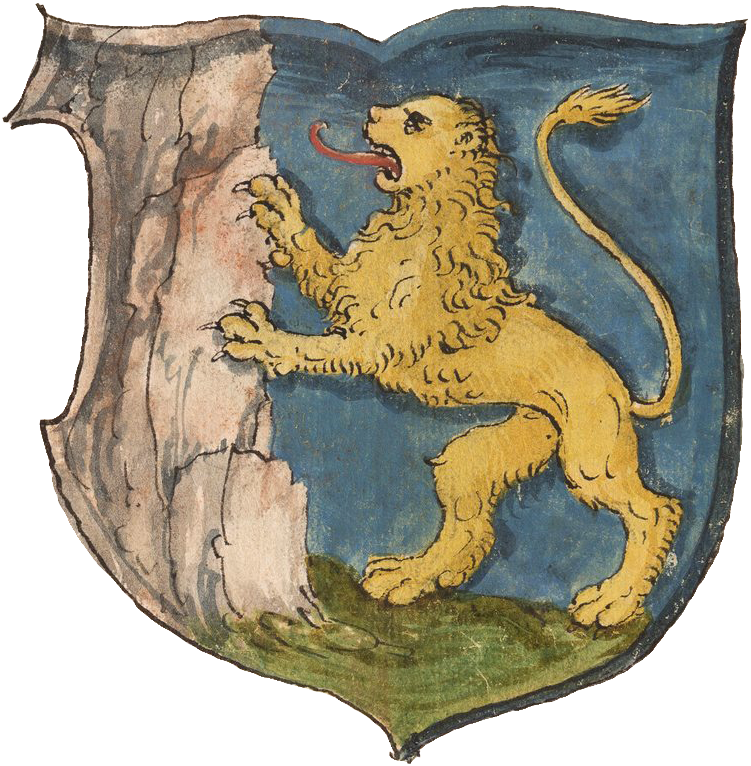
Руське воєводство XVII ст.
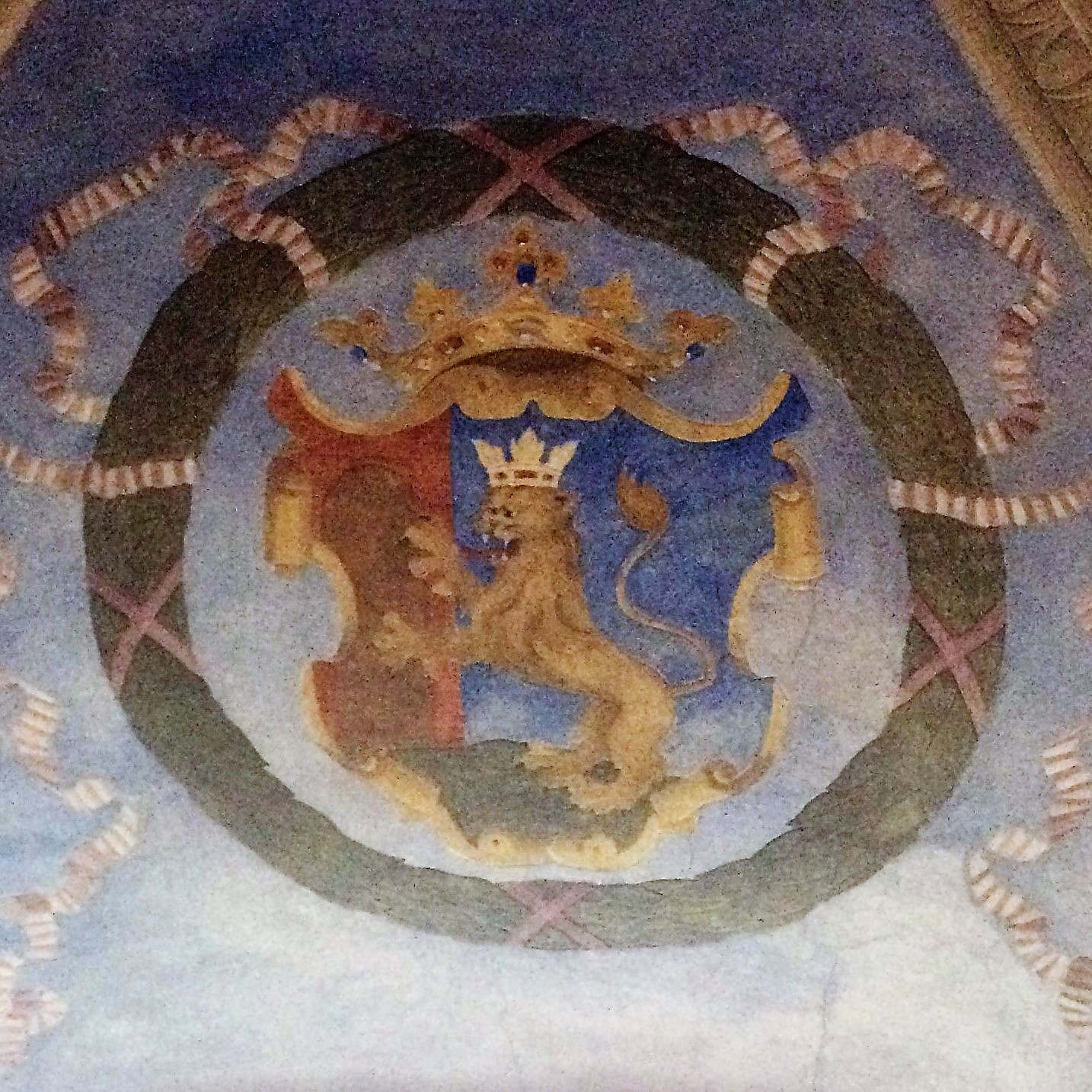
Руське воєводство Варшава, XVII ст.
Руське воєводство (мал. ХІХ ст.)

### Австрійська імперія

#### Революція 1848

Національні руські барви на базі кольорів герба з руським левом.

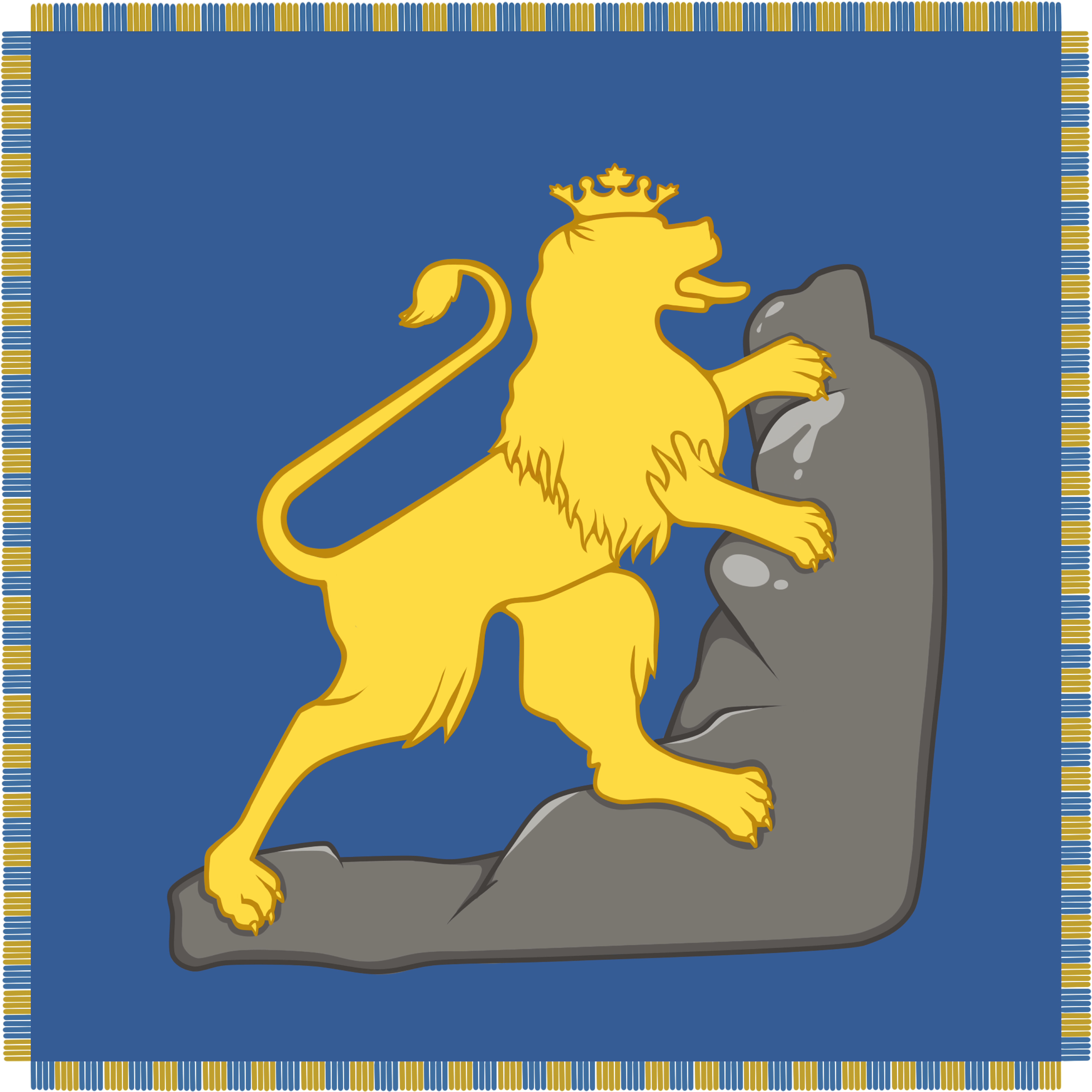
Прапор Руської гвардії.

Під час Революції в Австрійській імперії 1848 року у Львові була створена Головна Руська Рада. У травні вона видала маніфест до русинського (українського) населення краю й обрала символом національно-визвольного руху руського лева. У маніфесті зазначалося:
Браття! сини так великої руської родини, малибисьмо самі одні на світі позістати і на даль в тім нещаснім замертвінню? Ні! Пробудил ся уже й наш лев руский і красну нам ворожить пришлість. Вставайтеж Браття, вставайте з долгого сну вашого, бо уже час! Встаньте! але не до звади і незгоди! но двигнімся разом, щоби піднести народність нашу і забезпечити дані нам свободи. Пожиткуймо з тої спосібности, абисьмо не покрили ся ганьбою перед світом і не стягнули на себе нарікання поколінь наступних. Поступаймо з другими народами в любві і згоді! Будьмо тим, чим бити можем і повиннисьмо. Будьмо народом!
У протоколах таємних засідань Ради від 18 травня 1848 року вказувалося, що Рада постановила прапором Руської землі руського лева, а національними руськими (українськими) барвами — жовтий та синій:
Оураджено послати до Станиславова отписъ съ инструкціею скорося напечатае й сказати, що знамя земли рускои тутейш ои есть левъ, а цвѣты руски жовтый й синый.
Під час революції Василь Ільницький, шкільний радник і директор Львівської академічної гімназії, згадував у своїх споминах незвичайне піднесення, яка спричинила промова Григорія Шашкевича в Станіславі, вершком якої були слова: «й руский лев потрясає на ті кривди з обуреннєм свою золоту гриву».
Головна Руська Рада також сформувала Руську національну гвардію, прапором якої стало синє полотнище із золотим левом.

#### Організації
Руський лев був одним із символів українського фізкультурного товариства «Сокіл» у Львові. У статуті організації від 1892 року, який був затверджений Міністерством внутрішніх справ у Відні 26 липня 1893 року і Галицьким намісництвом 3 серпня того ж року, зазначалося, що: Знамя товариства є руский лев, поклик «бодрім ся».. Це підтверджувалося і в наступних статутах. Сокільський часопис за 30 травня 1911 року повідомляв, що товариство отримало прапор з французької фабрики: на ньому з одного боку на синьому тлі був зображений золотий коронований лев, що спирається лапами на жовту скелю, а з іншого боку — святий Михаїл з опущеним мечем у правій руці й піхвами у лівій на малиновому тлі.

#### Українські січові стрільці
6 серпня 1914 року, після спалаху Першої світової війни, у складі австро-угорської армії було сформоване українське національне військове формування — Українські січові стрільці (УСС). На кокардах стрільців красувалися руські леви, що здіймалися на скелю — старий герб Львівської землі, а на прапорі — святий архангел Михаїл зі щитом, на якому було намальовано королівського руського лева.
2018 року у Львові відкрився пам'ятник героям Листопадового чину у вигляді руського лева — алегоричне зображення молодих воїнів, які пролили кров за незалежну Україну.

Сокіл 1893
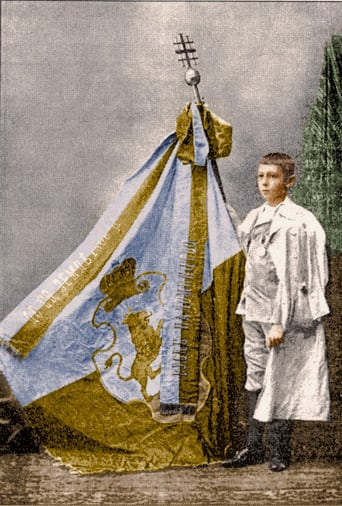
Паломницький прапор 1907
Кокарда УСС 1914
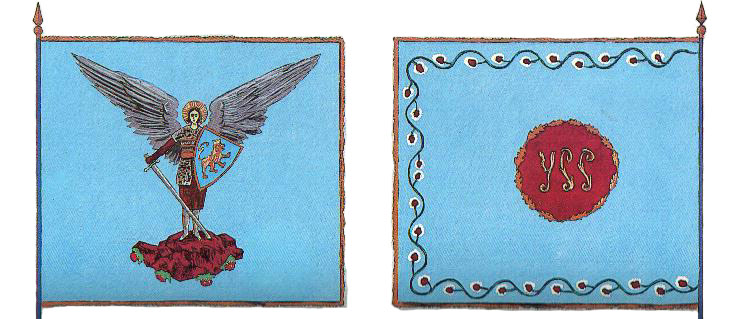
Прапор УСС
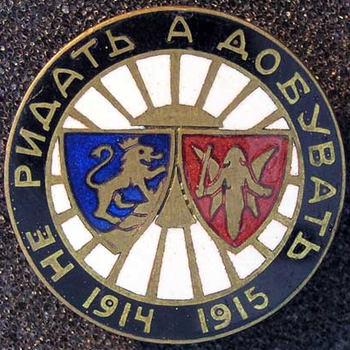
Значок УСС 1914
Пам'ятник УСС Львів, 2018

### ЗУНР
13 листопада 1918 року руський лев був затверджений гербом Західноукраїнської Народної Республіки (ЗУНР). Зокрема, у «Тимчасовому основному законі про державну самостійність українських земель бувшої австро-угорської монархії» зазначалося, що: «Гербом Західно-української Народньої Републики є: Золотий Лев на синім полі, обернений у свою праву сторону». Проте після Акту Злуки 22 січня 1919 року із Українською Народною Республікою руський лев поступився місцем Тризубу і в Галичині.

ЗУНР 1918
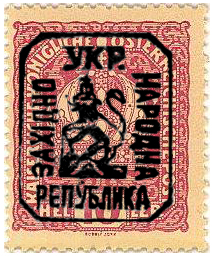
Поштова печатка ЗУНР 1918
УНР 1918
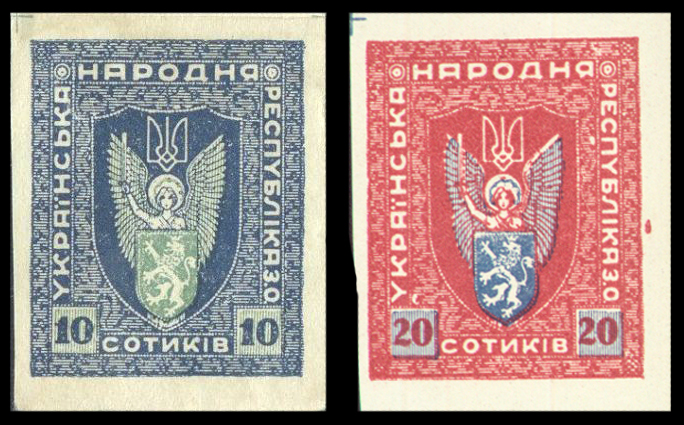
Поштові марки ЗУНР 1919 р.

У гербі ЗУНР немає побічної гербової фігури — скелі, на яку спинається лев. На думку Романа Климкевича, ця скеля була «історично безпідставним» розширенням герба, наслідком переходу Червоної Руси під польську владу. Закон ЗУНР очистив герб від зайвих «чужинецьких впливів, відтворив його давній державний вигляд».

### Друга світова війна
Під час Другої Світової війни руський лев став гербом німецької 14-ї гренадерської дивізії Ваффен СС «Галичина», створеної в 1943 році з галицьких українців. Цей символ вважався регіональним, галицьким, і був обраний тому, що німецька влада офіційно заборонила національний український символ — тризуб й не бажала робити акцент на українськості формування. Окрім лева дивізійний герб мав доповнення у вигляді трьох корон — фігури з герба Королівства Галіції й Лодомерії часів Австрійської імперії (1782—1914). Солдати та офіцери дивізії «Галичина» носили нашивку із гербом дивізії на рукаві. Вони також мали зображення срібного руського лева на петлицях замість двох рун-блискавок, що мали право носити лише представники германських народів.
З початку ХХІ століття герб дивізії «Галичина» інколи використовується як символ львівських футбольних фанів. Також поширене помилкове використання емблеми через плутання її з іншими символами що містять руського лева.

Герб
Нашивка
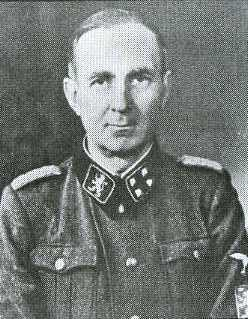
Майор з петлицею
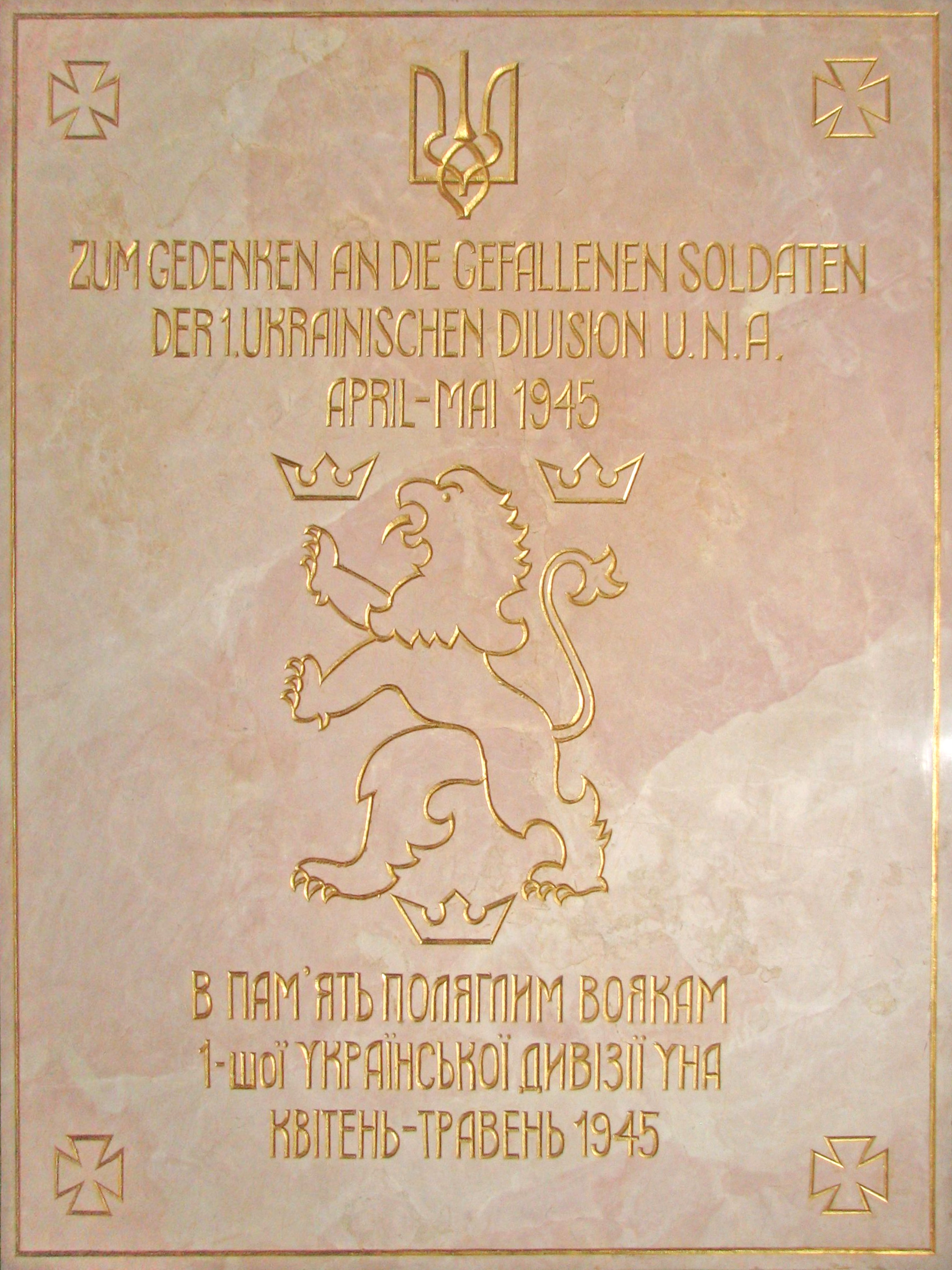
Пам'ятний знак
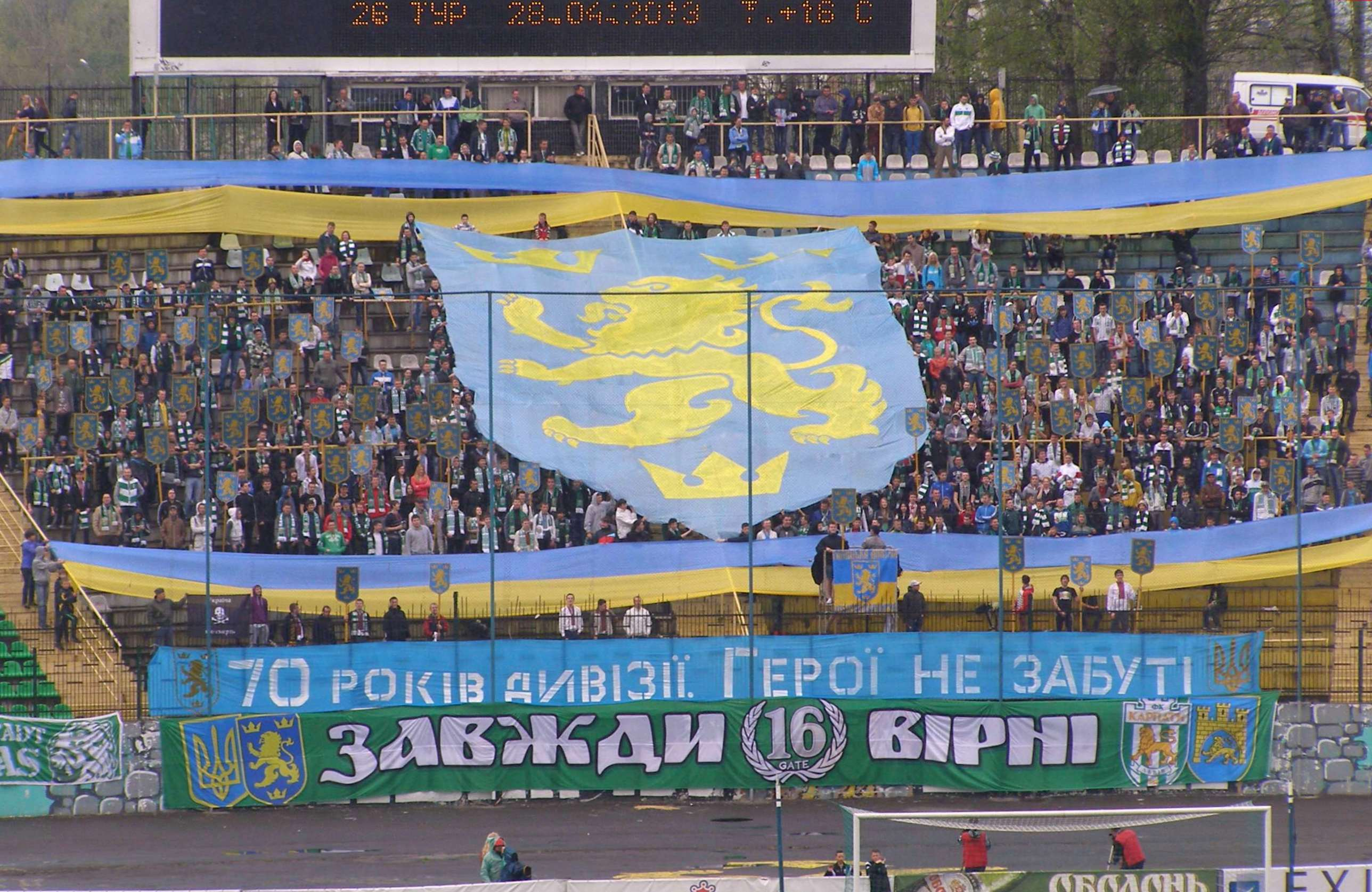
Банер на футболі

### Україна
- 5 липня 1990 року сесія Львівської міської ради затвердила сучасний герб Львова із руським золотим левом, що крокує, — старого міського герба XIV ст.
- 27 лютого 2001 року Львівська обласна рада затвердила герб Львівської області з зображенням коронованого руського лева, що спинається на скелю, — польського герба Львівської землі і Руського воєводства від XV ст.
- 8 травня 2003 року Жидачівська районна рада затвердила герб Жидачівського району із трьома золотими левами, що крокують, — польського герба повіту від 1676 року.
- 15 липня 2009 року Кабінет міністрів України затвердив проєкт великого державного герба України. Він включав зображення малого герба — тризуба — у центрі, яке тримали щитотримачі — руський лев і лицар із самопалом.

Львів 1990
Львівська область 2001
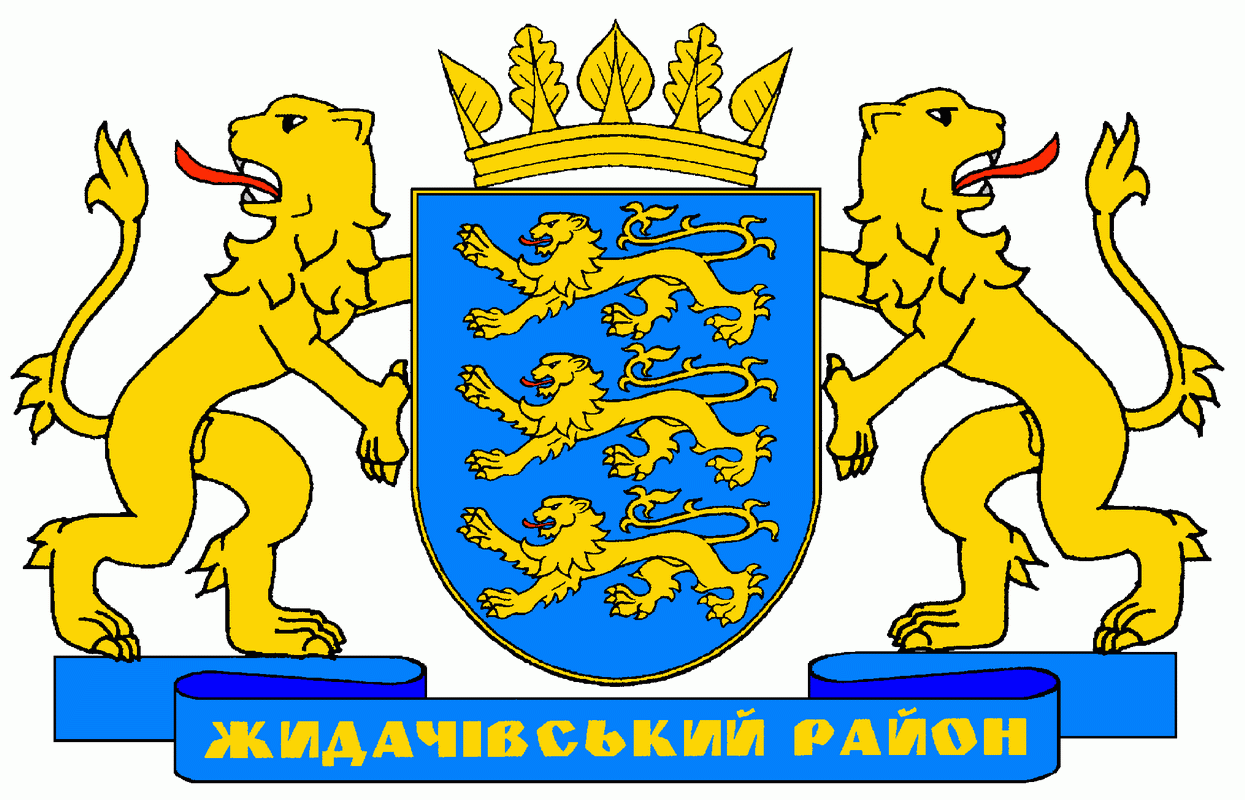
Жидачівський район 2003
Україна 2009, проєкт

## Галерея

Галичина і Буковина (1939, проєкт)
Підкарпатське воєводство (2000)
24-та ОМБ Україна
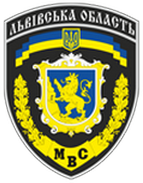
БПОП «Львів» Україна